# أدرك كيتاوكا
أدرك كيتاوكا (باليابانية: 北岡悟؛ مواليد 4 فبراير 1980) هو مصارع شوت ومُقاتل فنون قتالية مختلطة ياباني.

## وصلات خارجية
- أدرك كيتاوكا على موقع شيردوغ (الإنجليزية)
- أدرك كيتاوكا على موقع Tapology.com (الإنجليزية)
- أدرك كيتاوكا على موقع IMDb (الإنجليزية)
- أدرك كيتاوكا على موقع قاعدة بيانات الفيلم (الإنجليزية)